# NGC 711
NGC 711 is een lensvormig sterrenstelsel in het sterrenbeeld Ram. Het hemelobject werd op 4 november 1881 ontdekt door de Franse astronoom Édouard Jean-Marie Stephan.

## Synoniemen
- PGC 6940
- UGC 1342
- MCG 3-5-24
- ZWG 460.38
- NPM1G +17.0073